# قایق توپ‌دار کلاس اریل
قایق توپ‌دار کلاس اریل (به انگلیسی: Ariel-class gunboat) یک کلاس از قایق‌های توپ‌دار است که طول آن ۱۲۵ فوت ۰ اینچ (۳۸٫۱ متر) می‌باشد.